# Legio XIII (Cesare)
La legio XIII era un'unità militare romana di epoca tardo repubblicana, che sembra sia stata formata da Gaio Giulio Cesare nell'anno 57 a.C. Arruolata per combattere in Gallia, prese parte alla sua conquista dal secondo anno di guerra.

## Storia
La Legio XIII fu creata da Giulio Cesare nel 57 a.C., tra gli abitanti della Gallia Cisalpina, in vista della campagna contro le popolazioni belgiche, in uno dei suoi primi interventi nei conflitti interni alle popolazioni galliche. Durante la successiva campagna, la legione partecipò alla battaglia del Sabis contro i Nervi, e alcuni anni più tardi all'assedio di Gergovia e alla decisiva battaglia di Alesia.
Dopo le campagne in Gallia, il Senato romano rifiutò il secondo consolato a Cesare, intimandogli di abbandonare il comando delle legioni e di ritornare a Roma per affrontare il giudizio del Senato. Costretto a decidere se abbandonare la carriera politica o causare una nuova guerra civile, Cesare decise di attraversare il Rubicone con la sola legio XIII,  dando inizio a una nuova guerra contro la fazione degli ottimati.
La legione rimase sempre fedele a Cesare durante la guerra civile contro la fazione senatoriale guidata da Gneo Pompeo Magno e fu sempre attiva durante l'intero conflitto, combattendo a fianco del suo generale, forse a Durazzo e a Farsalo nel 48 a.C. La legione prese parte alla battaglia di Tapso del 46 a.C. e alla successiva di Munda del 45 a.C. Dopo quest'ultima battaglia, Cesare potrebbe averla sciolta, con l'assegnazione di terra in Italia (a Spello), oppure potrebbe essere rimasta ancora attiva nel decennio successivo.
In questa seconda ipotesi, subito dopo l'assassinio di Cesare del 44 a.C., giurò fedeltà a Ottaviano e con lo stesso rimase (forse "ri-formata" dal 41-40 a.C.) fino alla battaglia di Azio del 31 a.C., in seguito alla quale sembra sia confluita nella XIII Gemina (forse insieme a una seconda legio XIII).